# Baruch Korff
Baruch Korff (4 luglio 1914 – 26 luglio 1995) è stato un rabbino statunitense. Fu politicamente vicino a Richard Nixon, motivo per cui era conosciuto come "il Rabbino di Nixon."

## Biografia

### Primi anni
Korff nacque in Ucraina ed emigrò negli Stati Uniti d'America nel 1926. Fu attivo nel movimento anti-nazista prima e durante la Seconda guerra mondiale, e fu un attivo sostenitore dello sviluppo dello stato ebraico in Palestina.
Nel 1947 a seguito dell'incidente della Exodus, organizzò un piano, con il supporto della Banda Stern, che prevedeva di bombardare Londra in segno di protesta.  Archiviato il 27 settembre 2011 in Internet Archive. Archiviato il 19 ottobre 2012 in Internet Archive. Archiviato il 23 maggio 2011 in Internet Archive.. Fu arrestato dai Francesi, ma fu rilasciato dopo 17 giorni di sciopero della fame.
Lavorò per molti anni come rabbino in Taunton (Massachusetts).

### Relazioni con Nixon
Dopo la pensione, Korff divenne un attivo sostenitore di Richard Nixon. Difese Nixon durante lo scandalo del Watergate.
Korff si incontrò con Nixon il 13 maggio, 1974; dopo quell'incontro scrisse il libro The Personal Nixon: Staying on the Summit.